# Хайнрих XIII фон Флекенщайн
Хайнрих XIII (XII) фон Флекенщайн „Млади“ (на немски: Heinrich XIII (XII) von Fleckenstein; † 1408/ или между 9 февруари 1392 и 25 април 1402) от благородническата фамилия Флекенщайн от Елзас, е господар на Зулц, Бикенбах, Лембах, Оберкутценхаузен, Ховайлер, губернатор на Бар.

## Произход
Той е син на Хайнрих X фон Флекенщайн († 1380/1381) и съпругата му Катарина фон Вазигенщайн († 1373/1381), дъщеря на Ханс фон Вазигенщайн, Обервазигенстайн, Лютцелхард, манастир Арнсберг, и Катарина фон Хюнебург († сл. 1367). Брат е на Йохан II фон Флекенщайн († 18 май 1426), княжески епископ на Вормс (1410 – 1426), и Хайнрих XII фон Флекенщайн (XIII) „Млади“ († 1416 или 1422), рицар, господар на Зулц, Хирщал, Матщал, Мюлхофен.

## Фамилия
Хайнрих XIII (XII) фон Флекенщайн се жени пр. 21 юни 1393 г. за Енелин фон Мюлнхайм или Анна фон Мюленхайм († 17 март 1435), дъщеря на Хайнрих (Хайнце) фон Мюленхайм († 1396), губернатор на Страсбург, и Катарина фон Трухтерсхайм († 1388). Те имат пет деца:
- Хайнрих XVI фон Флекенщайн († 1445), женен за Елизабет Хурт фон Шьонекен († сл. 1466)
- Фридрих фон Флекенщайн († сл. 1452)
- Йохан фон Флекенщайн (Ханс) († 14 март 1483), господар на Зулц, женен пр. 1440 г. за Маргарета фон Ратзамхаузен († 1470)
- Елза фон Флекенщайн († сл. 1474), омъжена за Хайнрих Цорн фон Страсбург
- Енелин фон Флекенщайн († сл. 1461), омъжена за Еберхард фон Зикинген († 4 март 1456)

## Галерия
- Замък Флекенщайн
- Останки от замък Флекенщайн